# Église Saint-François-Xavier de Paris
Pour les articles homonymes, voir Église Saint-François-Xavier.
L'église Saint-François-Xavier est une église, inscrite depuis juin 2018 au titre des monuments historiques, située place du Président-Mithouard dans le 7e arrondissement de Paris ; elle est le lieu de culte de la paroisse catholique « Saint-François-Xavier-des-Missions-Étrangères ». 

## Accès
L'église est située le long du boulevard des Invalides, au niveau de la place du Président-Mithouard et de la place André-Tardieu. Elle est encadrée par le square Pierre-de-Gaulle et le square de l'Abbé-Esquerré.
Elle est desservie par la ligne 13 du métro de Paris à la station Saint-François-Xavier.

## Histoire
L'église est inscrite — dans sa totalité — depuis juin 2018 à l'inventaire des monuments historiques.

### Construction
Les travaux commencent en 1861 sur les plans de l'architecte Adrien-Louis Lusson à qui Joseph Uchard succède à sa mort en 1864. Les pierres aux grains fins et serrés utilisées dans la construction proviennent des carrières souterraines de Bagneux.
L'édifice est achevé en 1873, à l'exception de sa décoration intérieure. L'église est ouverte au culte en 1874 puis consacrée le 23 mai 1894.

### Transfert de la châsse de sainte Madeleine-Sophie Barat
La châsse contenant le corps de sainte Madeleine-Sophie Barat, fondatrice en 1800 de la Société du Sacré-Cœur de Jésus (Congrégation des sœurs du Sacré-Cœur) est transférée dans cette église le  vendredi 19 juin 2009, fête du Sacré-Cœur,. C'est donc ce jour-là qu'a lieu une très importante cérémonie, présidée par le cardinal André Vingt-Trois, archevêque de Paris, entouré de Georges Gilson, archevêque émérite de Sens-Auxerre, Yves Patenôtre, archevêque titulaire de Sens-Auxerre, Antoine Hérouard, secrétaire général de la Conférence des évêques de France, Patrick Chauvet, curé de Saint-François-Xavier, d'une quarantaine de prêtres, de quelques centaines de religieuses de la Société du Sacré-Cœur de Jésus, et de plus de 1 000 fidèles,. La direction de la congrégation avait en effet décidé d'installer la châsse dans cette église qui se trouve à côté des bâtiments où Madeleine-Sophie Barat a vécu : le siège de la congrégation (aujourd'hui musée Rodin) et l'établissement d'enseignement pour les jeunes filles, aujourd'hui lycée Victor-Duruy.

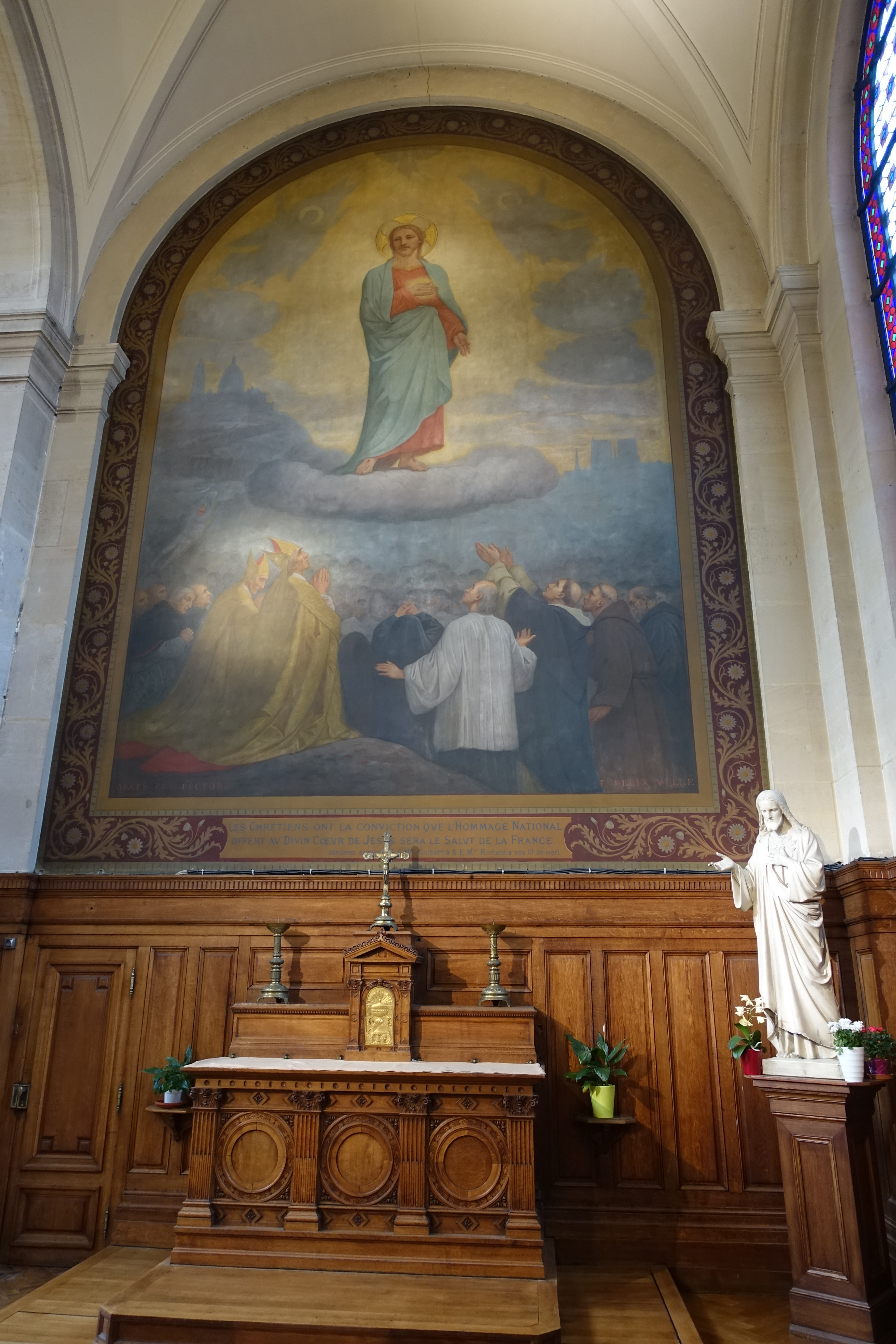
La chapelle du Sacré-Cœur où a été installée la châsse, le 19 juin 2009.
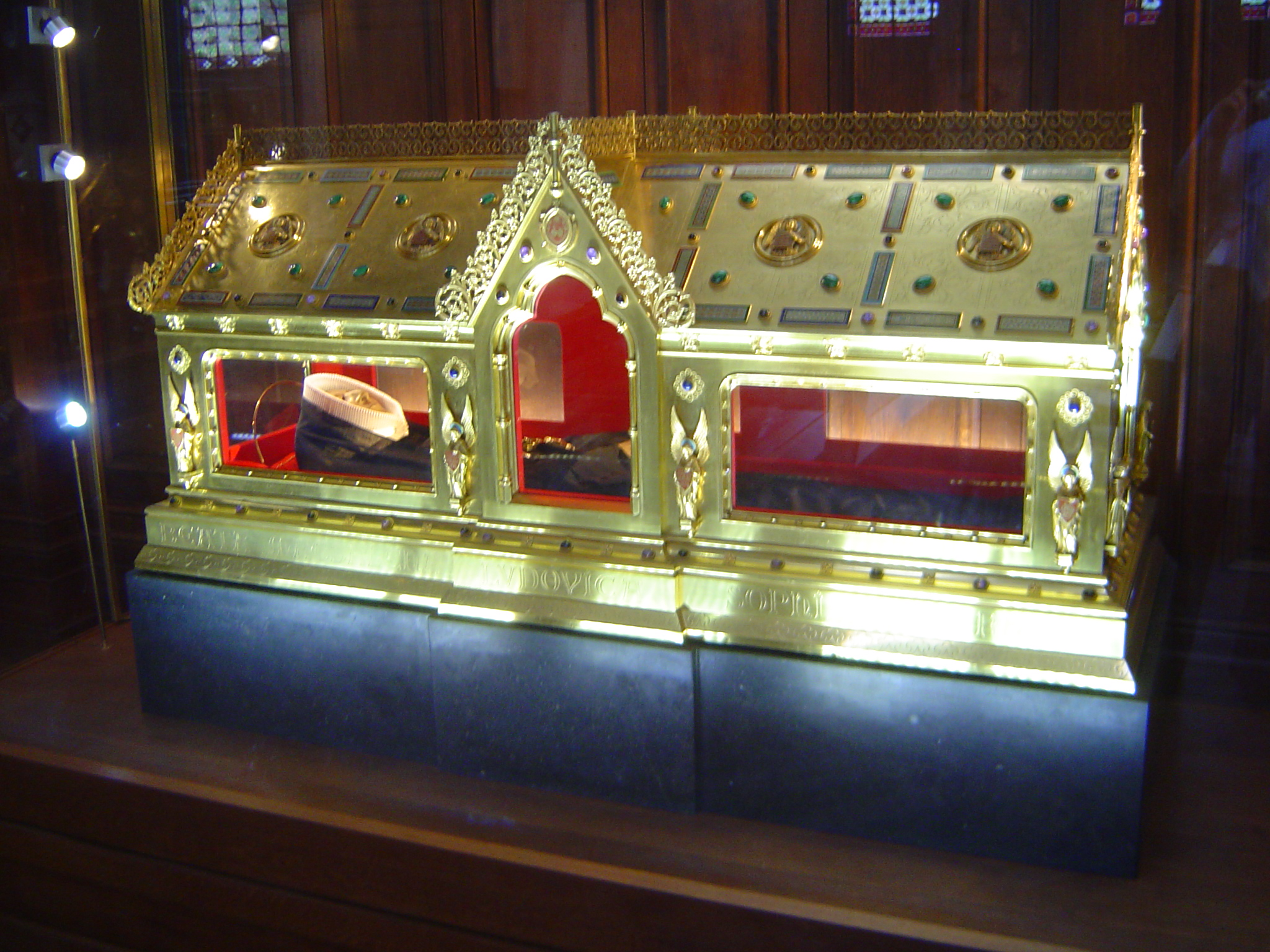
La châsse de sainte Madeleine-Sophie Barat.
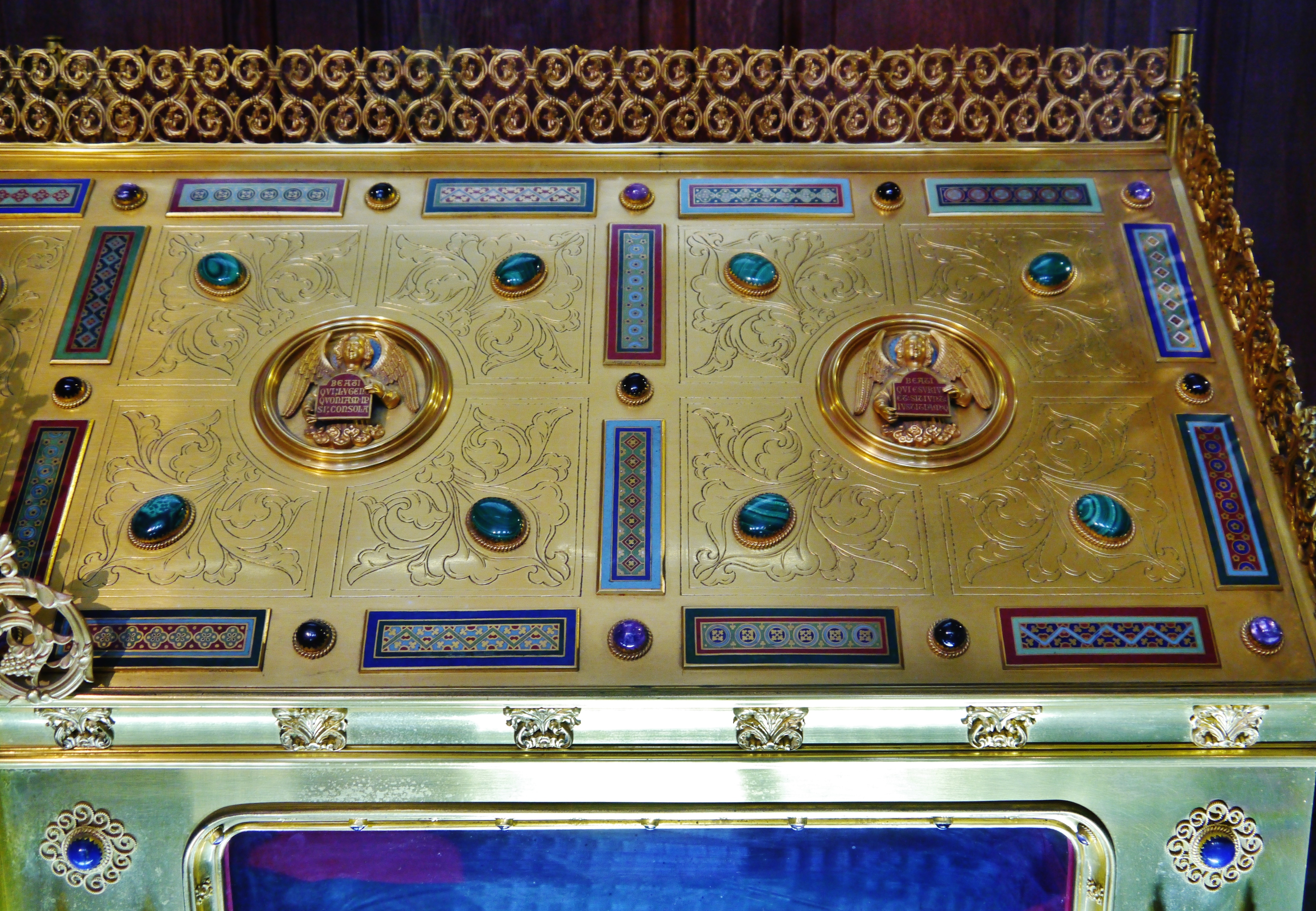
Détail de la châsse.

### Patrimoine

#### Œuvres d'art
L'église contient de nombreuses œuvres d'art, parmi lesquelles :
- La Cène, Le Tintoret (1518-1594)
- La Vierge et l'Enfant avec saint Jean-Baptiste et sainte Geneviève, Lubin Baugin (1610-1663)
- Saint François-Xavier et le miracle du crabe, Benedetto Gennari le Jeune (1633-1715)
- Apothéose de saint Gaétan de Thiene, Claude Audran II, vers 1675, tableau provenant de l'église de l'ancien couvent des Théatins de Paris[8].
- Saint François-Xavier présentant au Christ les peuples qu'il a convertis, Romain Cazes (1808-1881)
- La Communion des apôtres, Henry Lerolle (1848-1929)
- Christ au linceul, Alfred Lenoir (1850-1920)

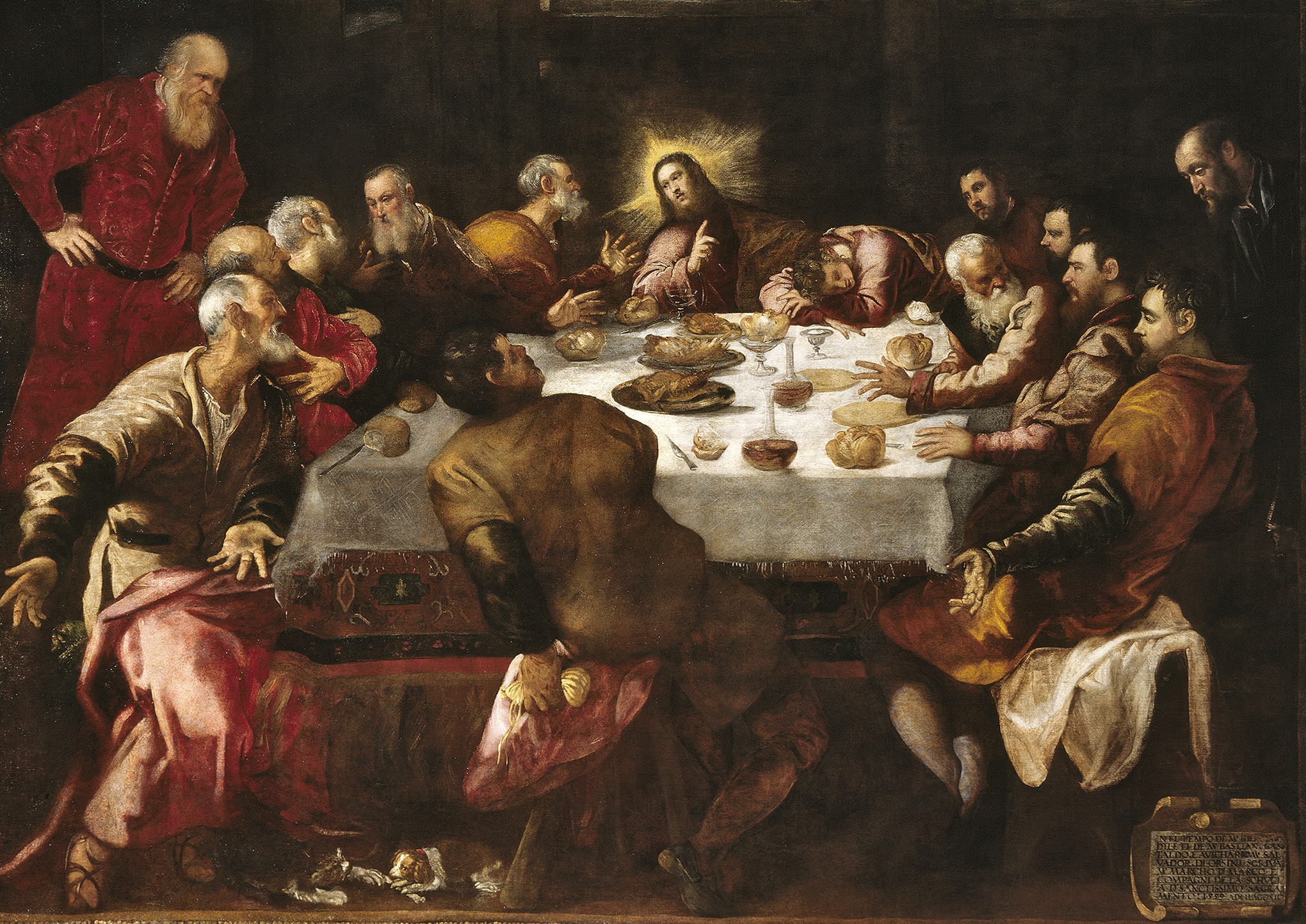
La Cène du Tintoret.
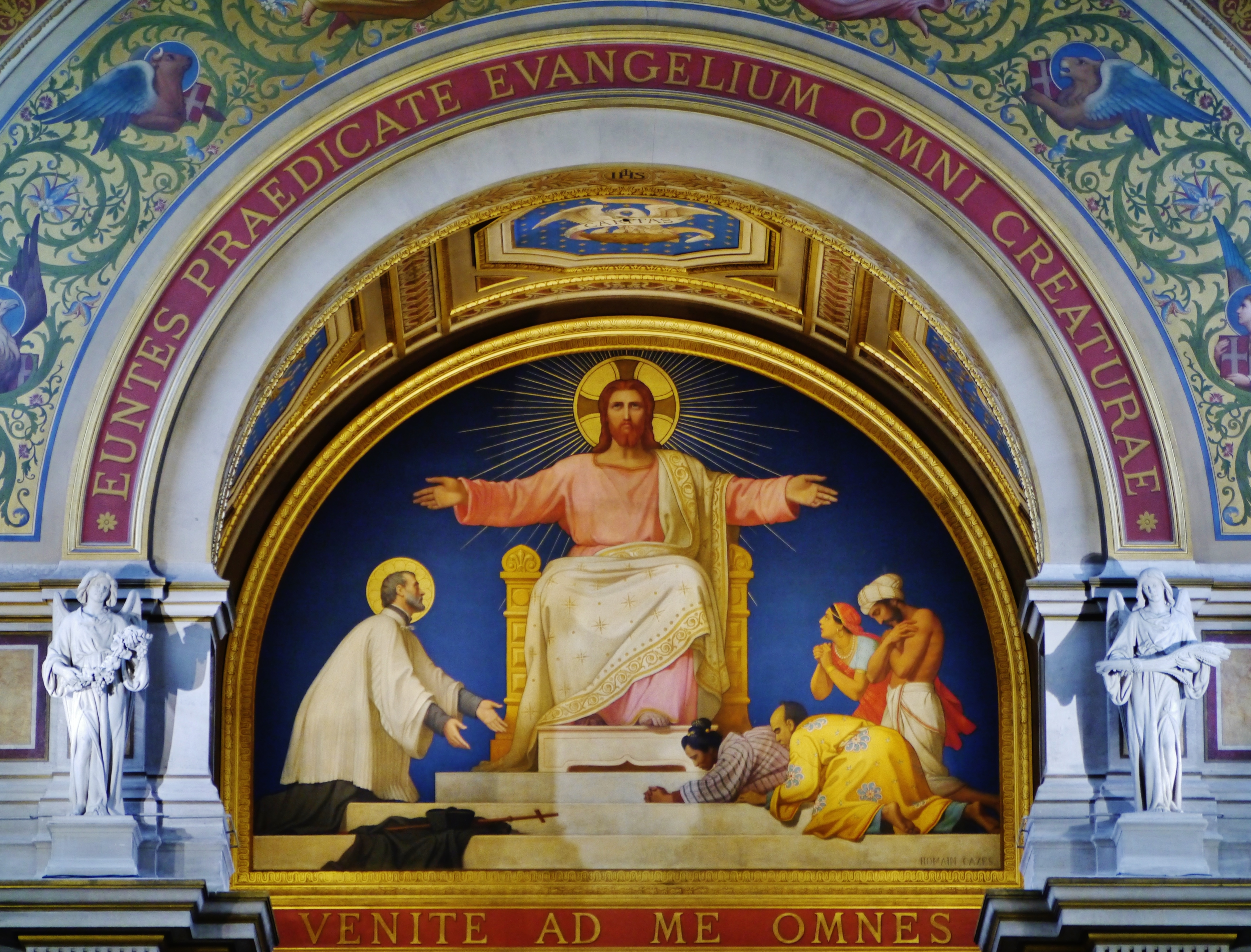
Peinture du tympan du chœur de Romain Cazes.
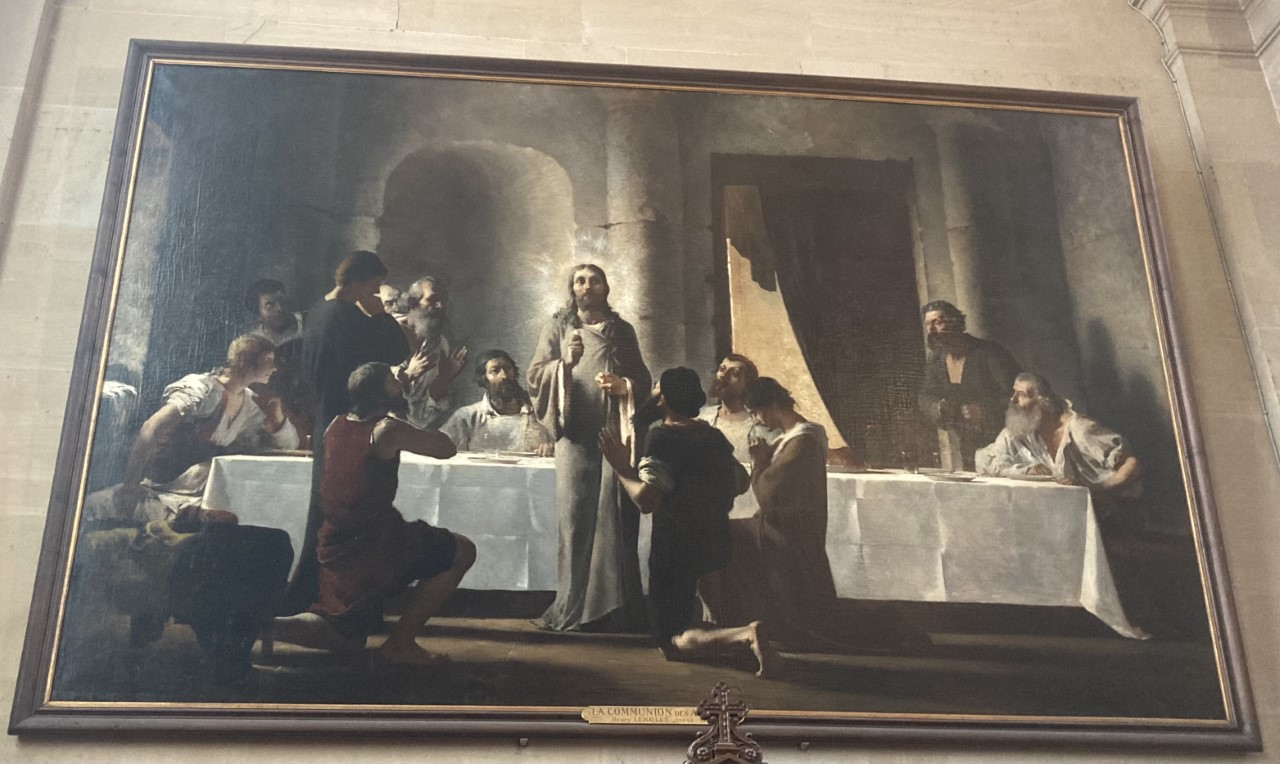
La Communion des apôtres de Henry Lerolle.

#### Orgues, organistes et maîtres de chapelle

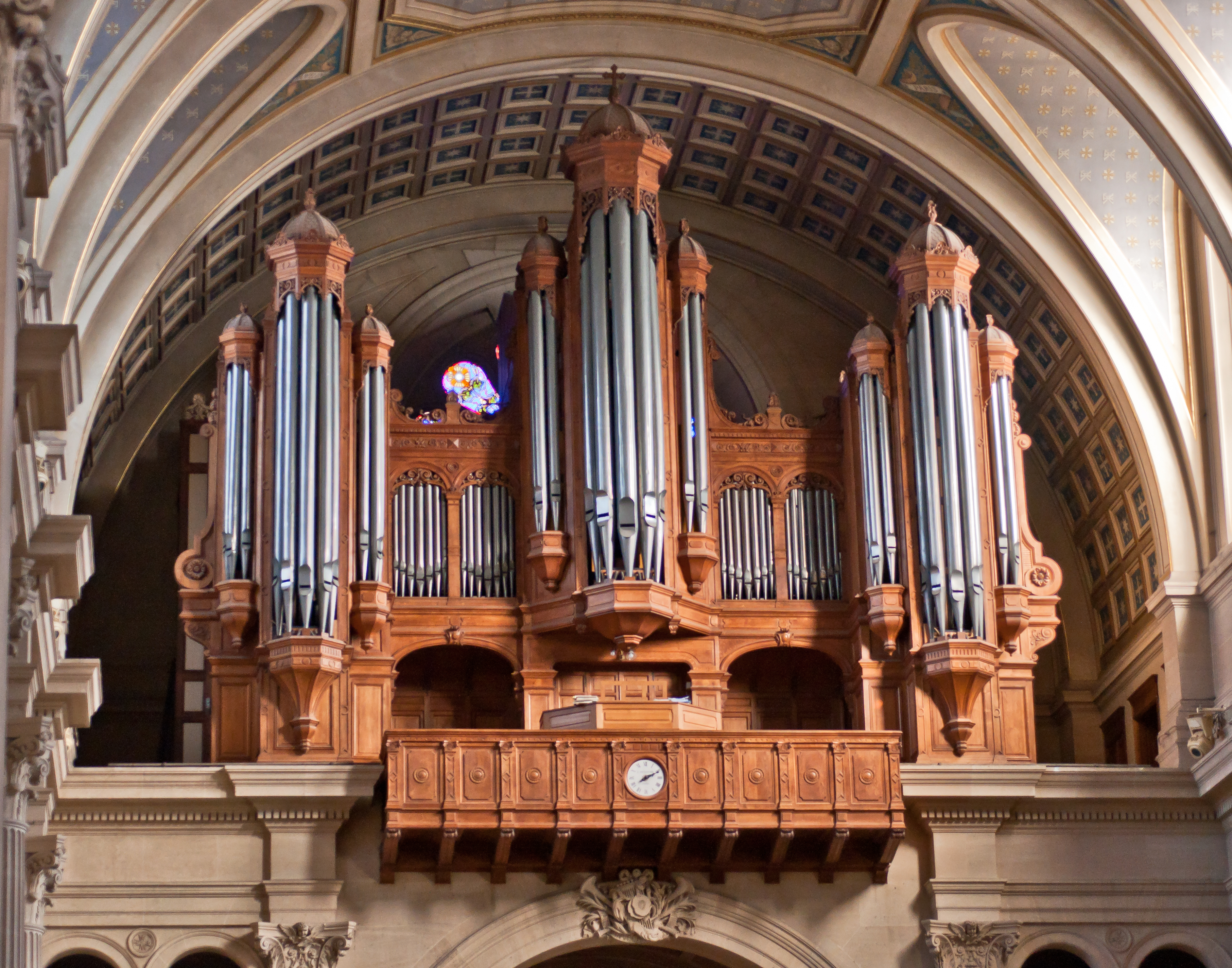
Grand orgue de tribune.

Les orgues ont été construits en 1878 par la maison Fermis et Persil, révisés par Cavaillé-Coll en 1890, puis par le mécanicien Ephrem et le facteur Gonzalez en 1923. Bernard Dargassies les a entièrement restaurés en 1993. Les orgues restaurés ont été inaugurés le 10 avril 1996.
Les titulaires ont été :
- Albert Renaud (1878-1891) ;
- Adolphe Marty (1891-1941) ;
- Achille Philip (1941-1946) ;
- Gaston Litaize (1946-1991) ;
- Denis Comtet (1994-2024), Olivier Houette (de 1999 à 2013) et Éric Leroy (depuis 1999) ;
- Éric Leroy (depuis 2024)

Les maîtres de chapelle ont été :
- Eugène Dardet[11] (1874-1890) ;
- Émile Boussagol[12] (1890-1898) ;
- Mgr Louis-Lazare Perruchot (1898-1908)[Note 1] ;
- Pierre Drees (1908-1917)[13] ;
- Eugène Borrel (1920 - ?)[14] ;
- Dieudonné Guiglaris ( ? -1957) ;
- Pierre Jorre de saint Jorre (1957-1993)[Note 2] ;
- Éric Leroy (depuis 2001).

### Architecture
De style néo-Renaissance, la partie centrale de la façade est flanquée par deux tours carrées.
Le fronton, représentant Saint-François Xavier baptisant les habitants de l'Inde et du Japon, est l'œuvre de Gabriel-Jules Thomas.
D'un plan classique, l'église possède une armature métallique permettant à la voûte de reposer directement sur les murs latéraux. Il n'y a donc ni bas-côtés, ni arcs boutant. Des chapelles latérales ponctuent les côtés, alors que la chapelle axiale accueille une statue de la Vierge réalisée par Jean-Marie Bonnassieux.

### Orientation
L’église ne suit pas l’alignement, ni de l’avenue de Villars, ni du boulevard des Invalides. Conformément aux conceptions esthétiques haussmanniennes, elle devait être le point de mire d’une nouvelle voie. Celle-ci aurait relié le carrefour, aujourd’hui nommé place René-Char, au boulevard des Invalides. Le projet ne s’est pas réalisé car il aurait entraîné la destruction de l’hôtel de Matignon.

### Galerie

Extérieur
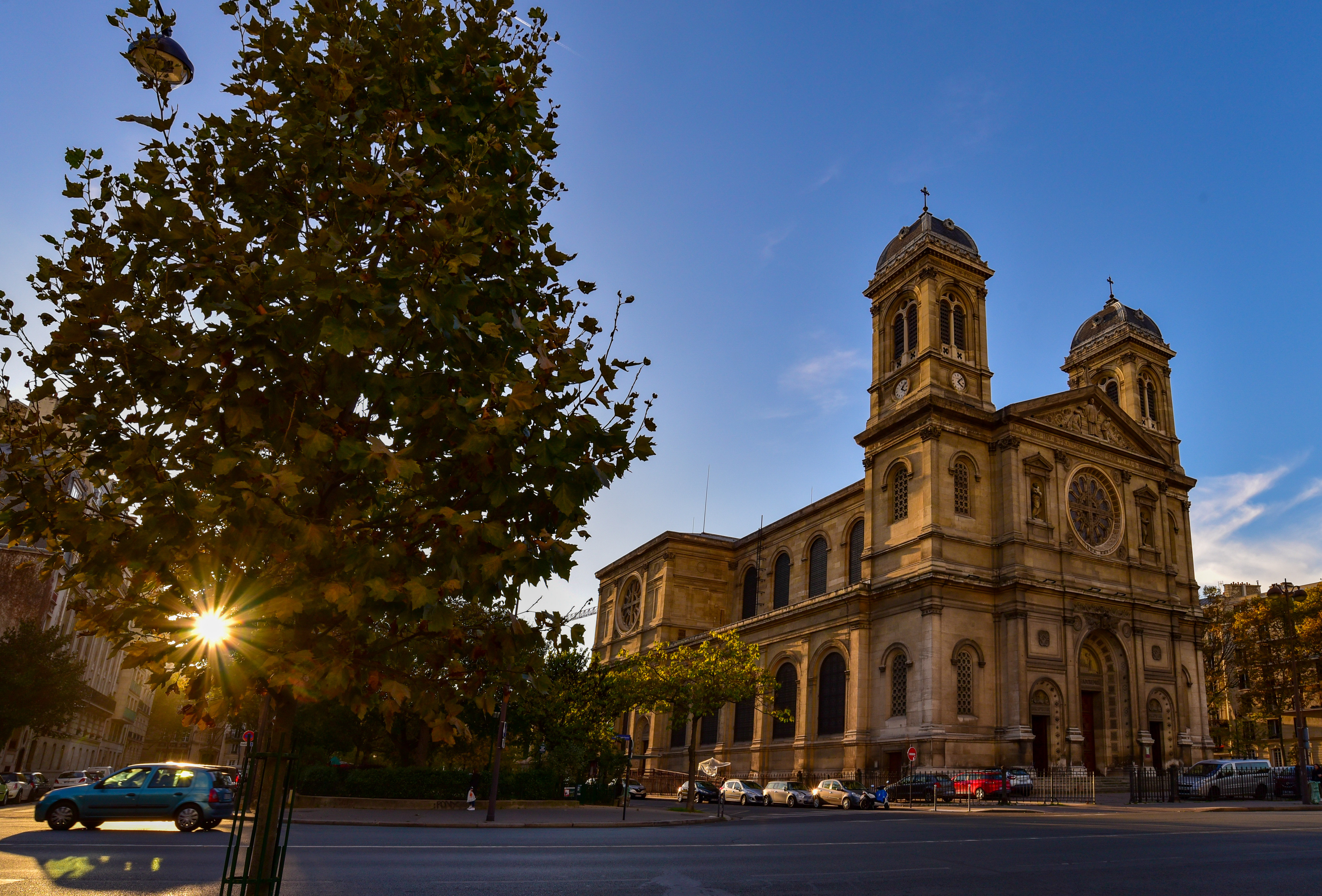
L'église du boulevard des Invalides.
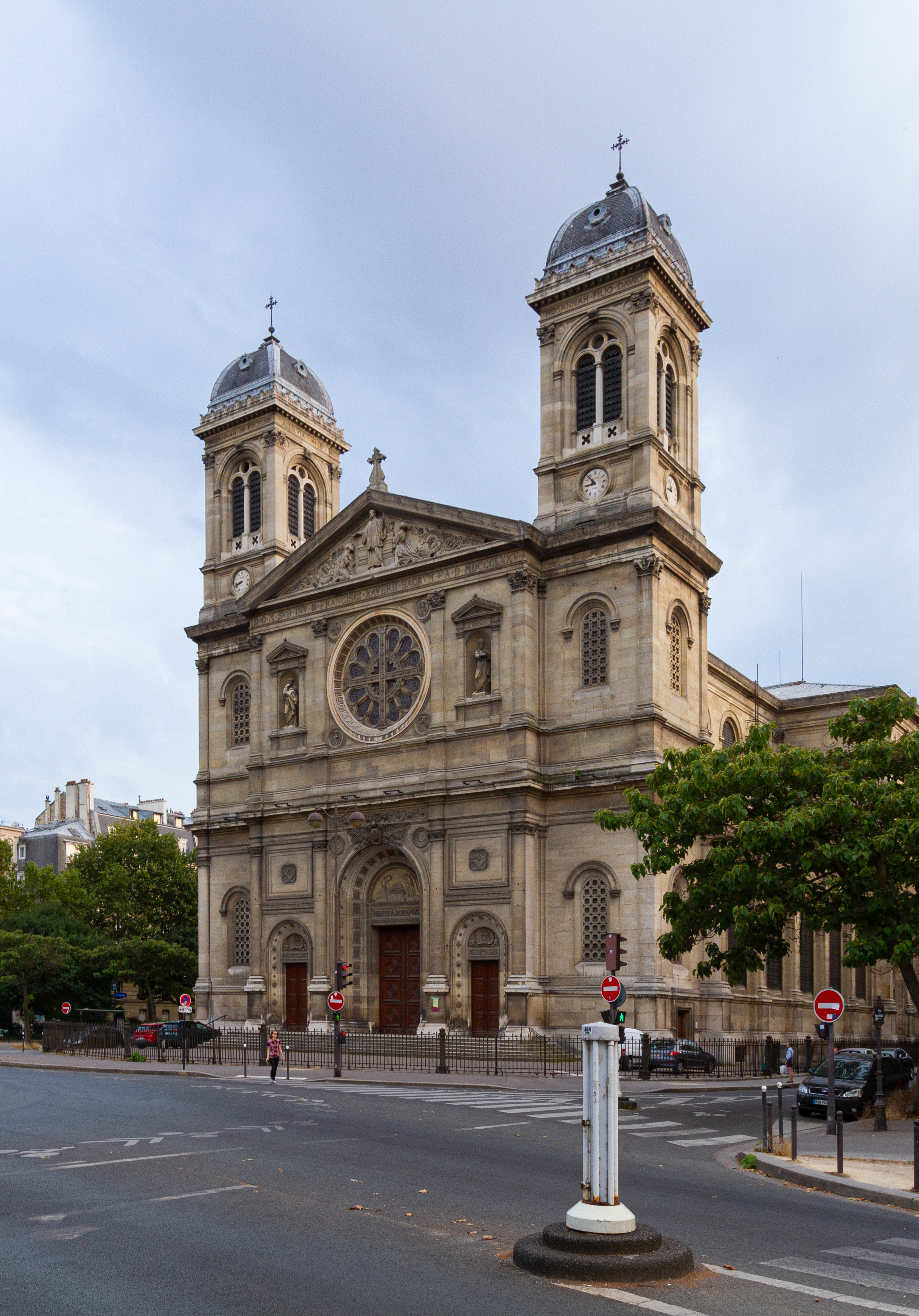
Façade.
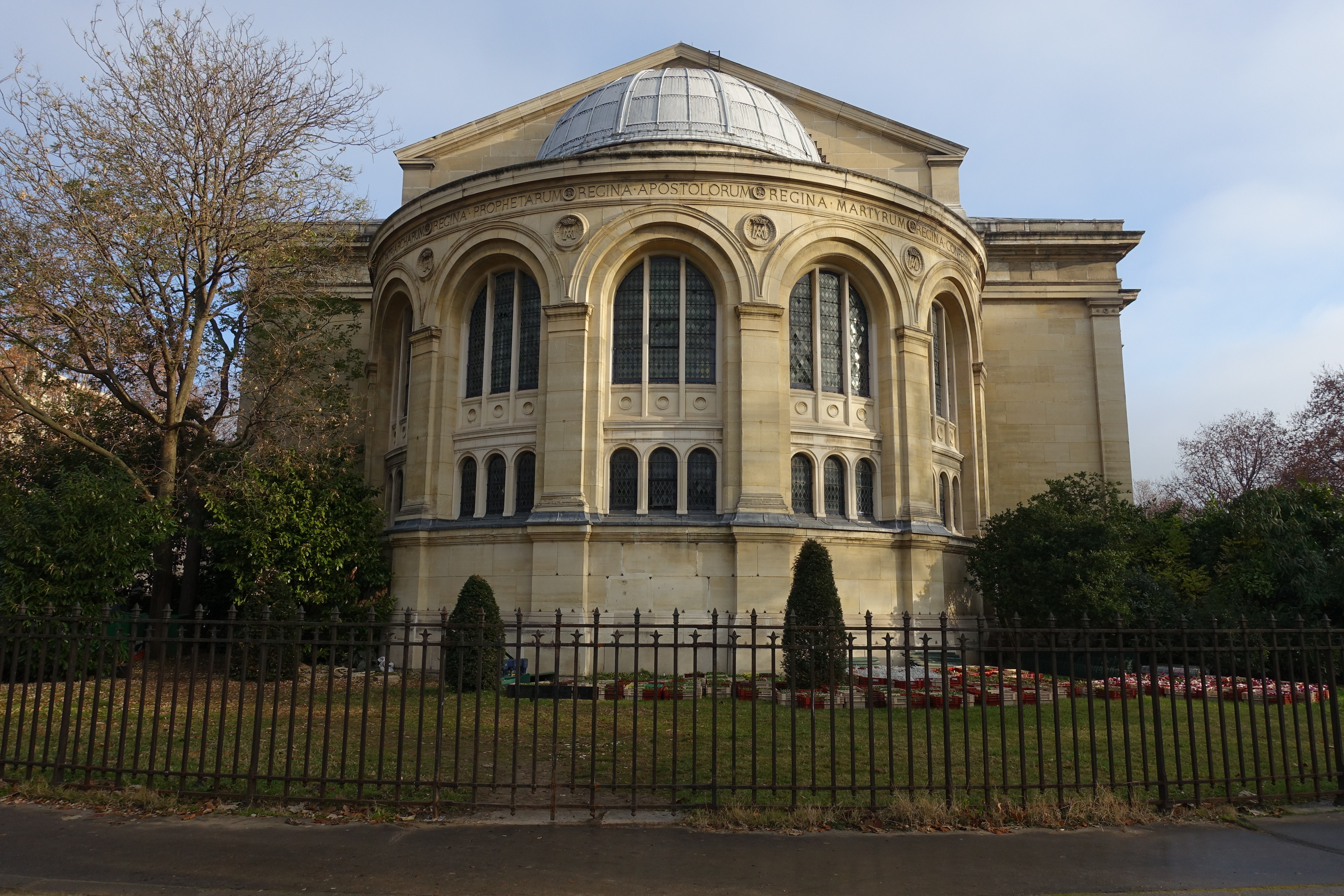
Vue du chevet de l'église.

Intérieur
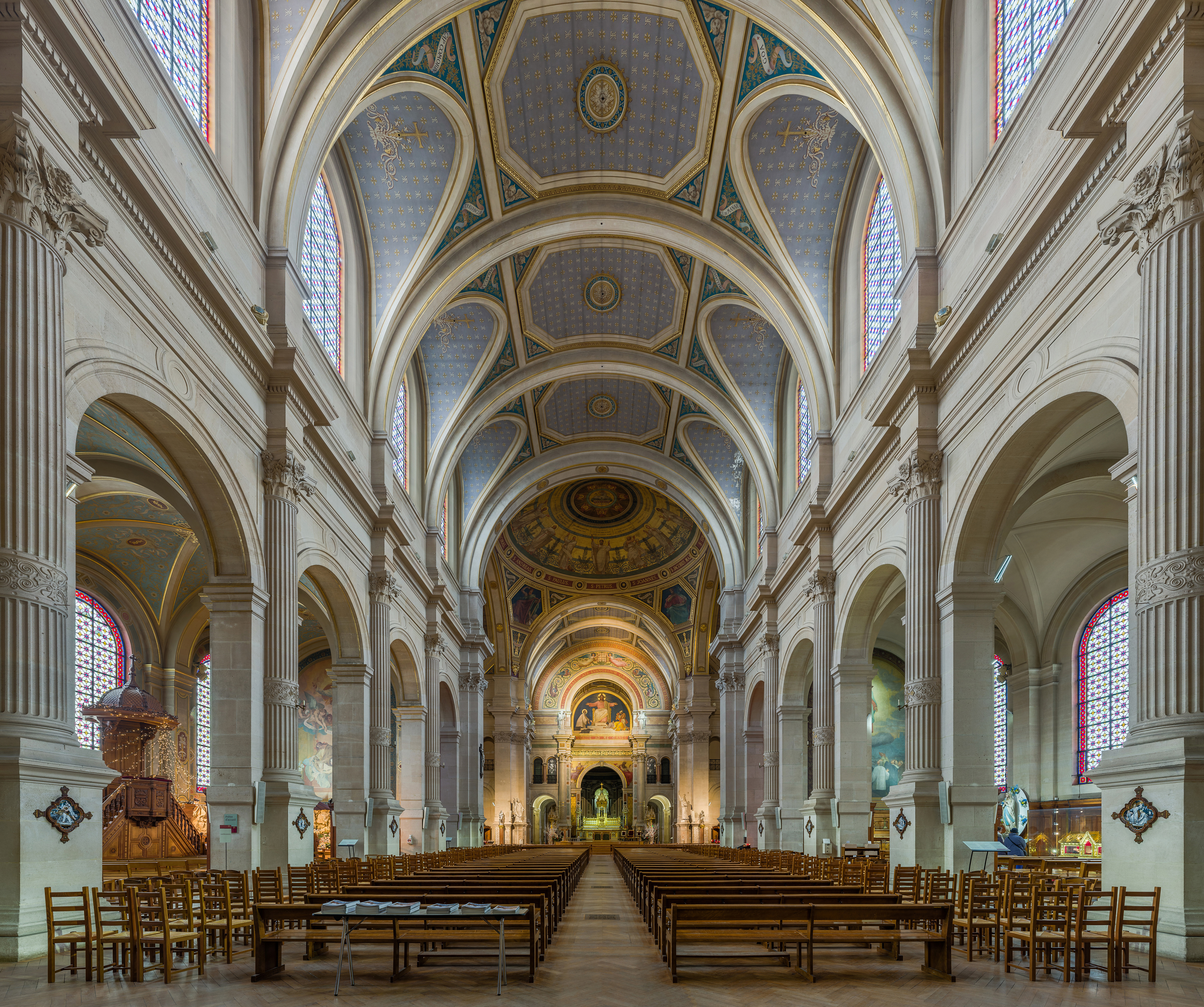
Nef.
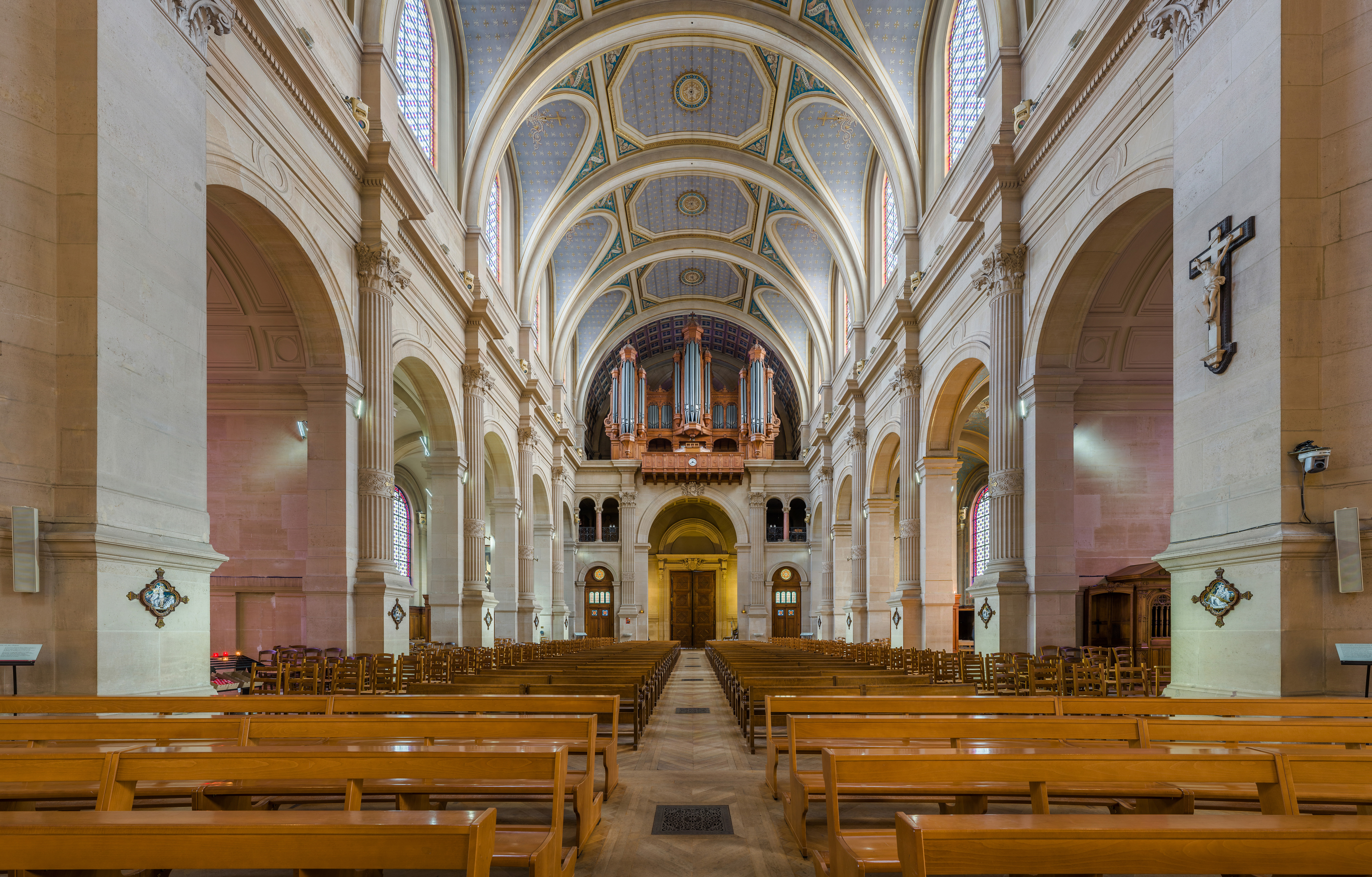
Nef (vue arrière).
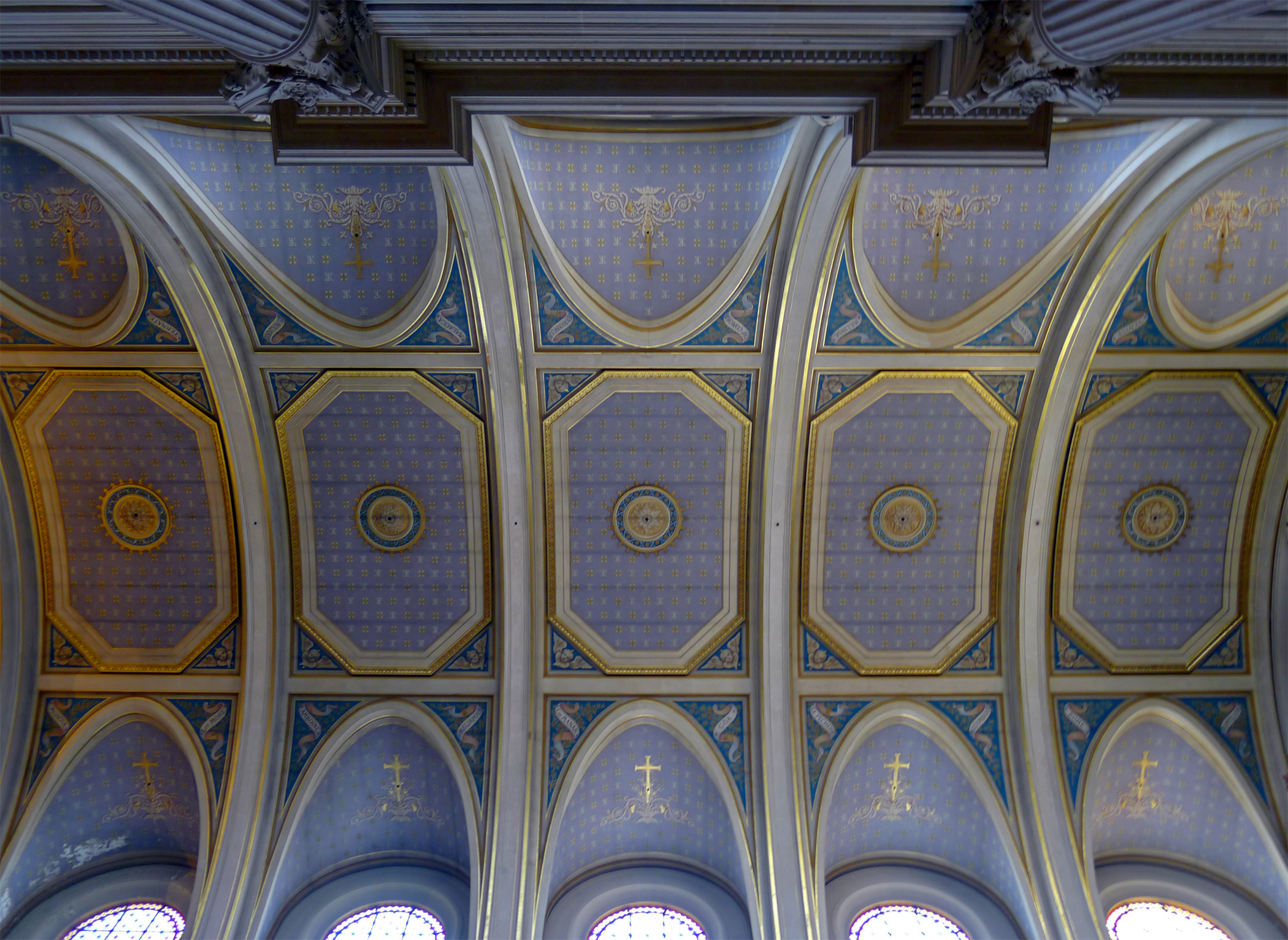
Voûte.
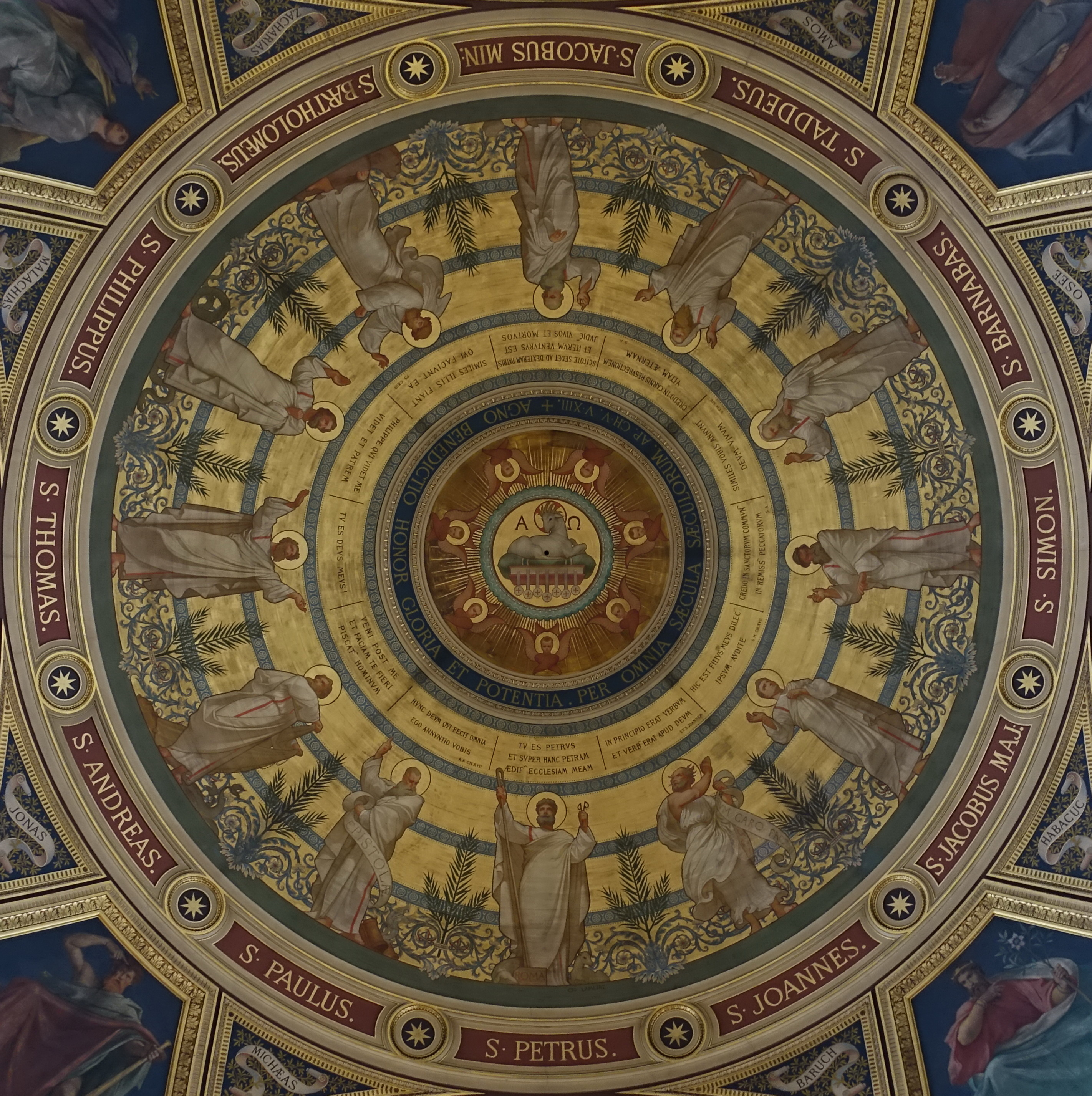
Coupole.
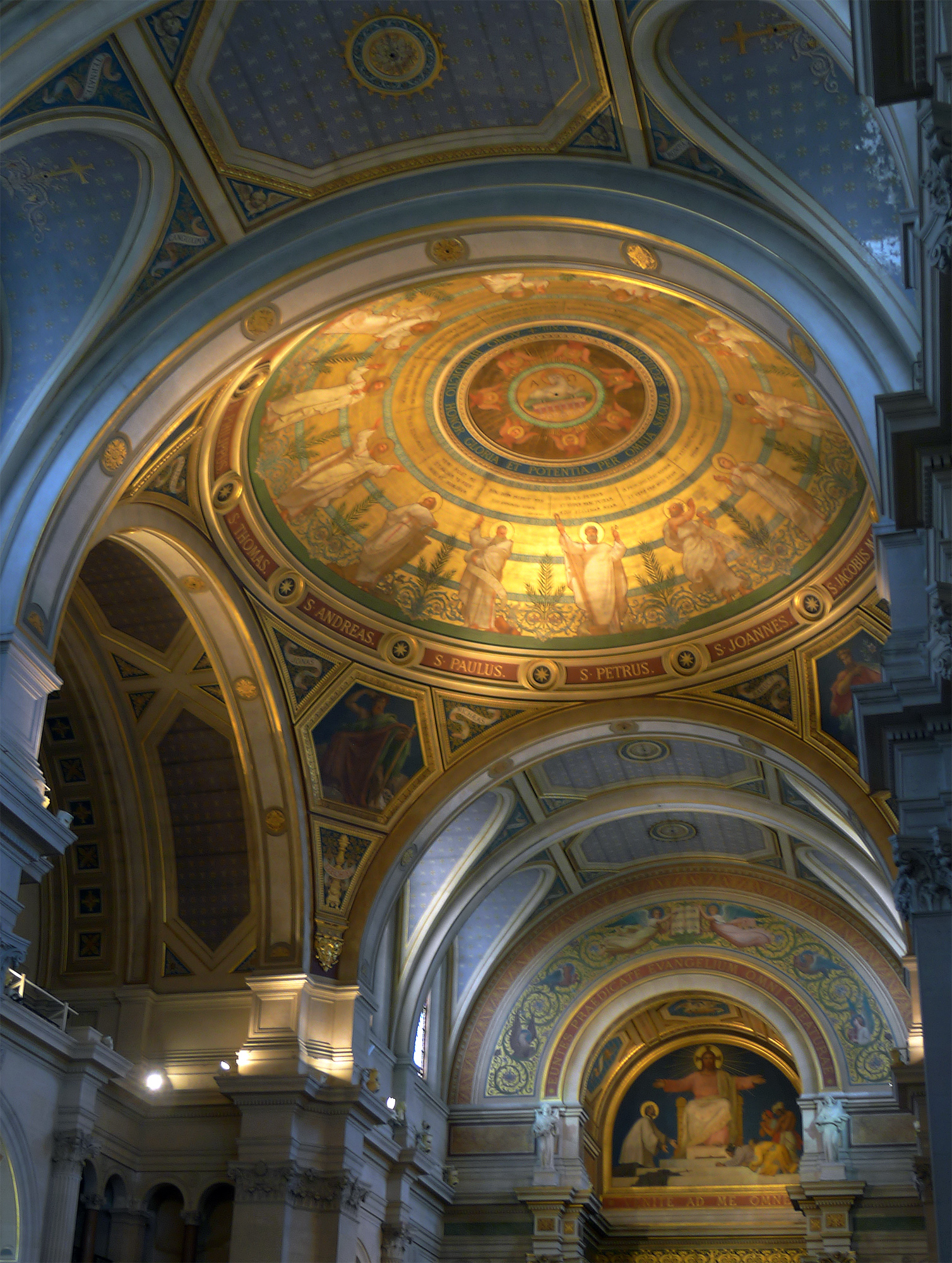
Coupole et chœur.
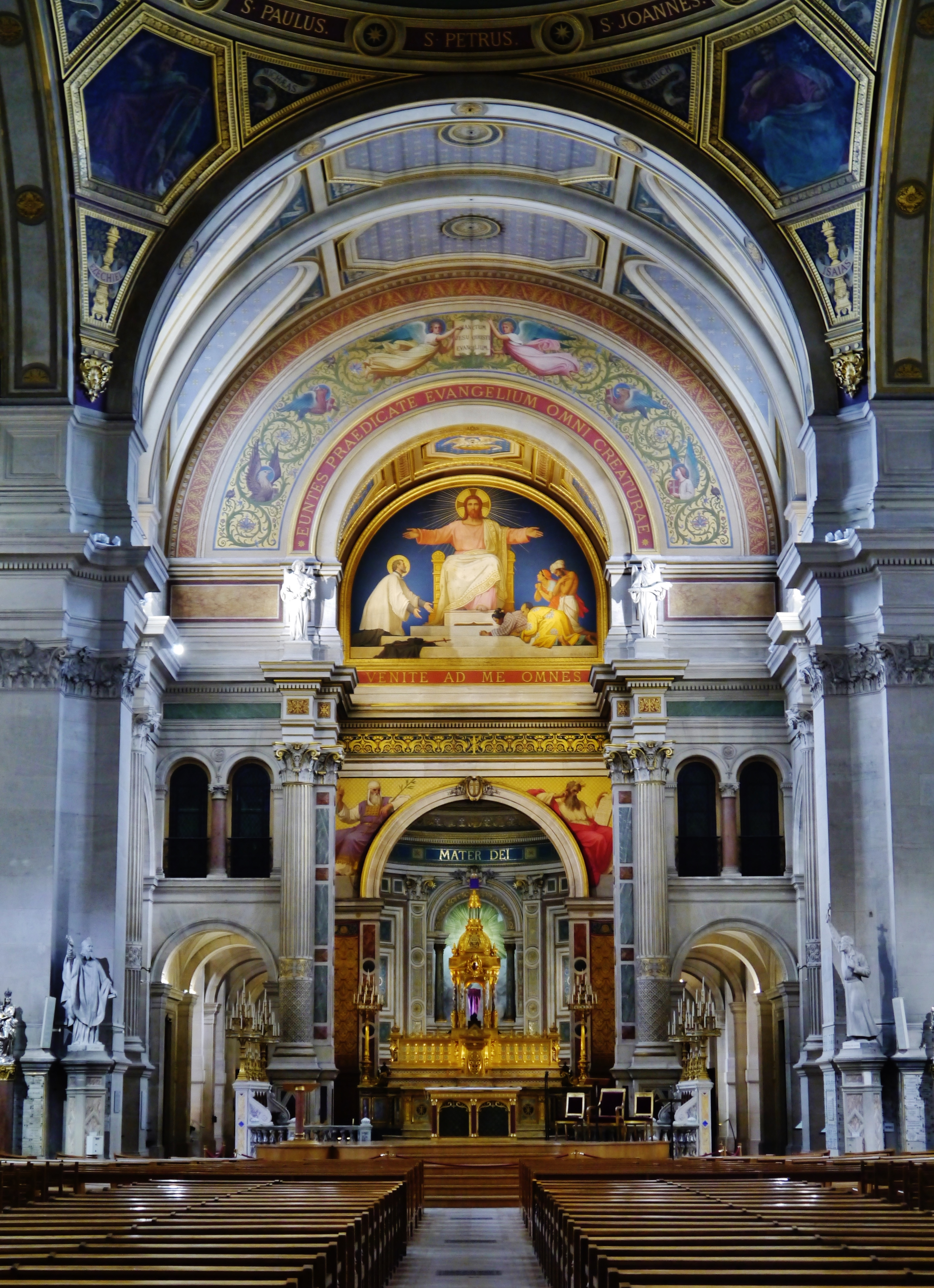
Chœur.
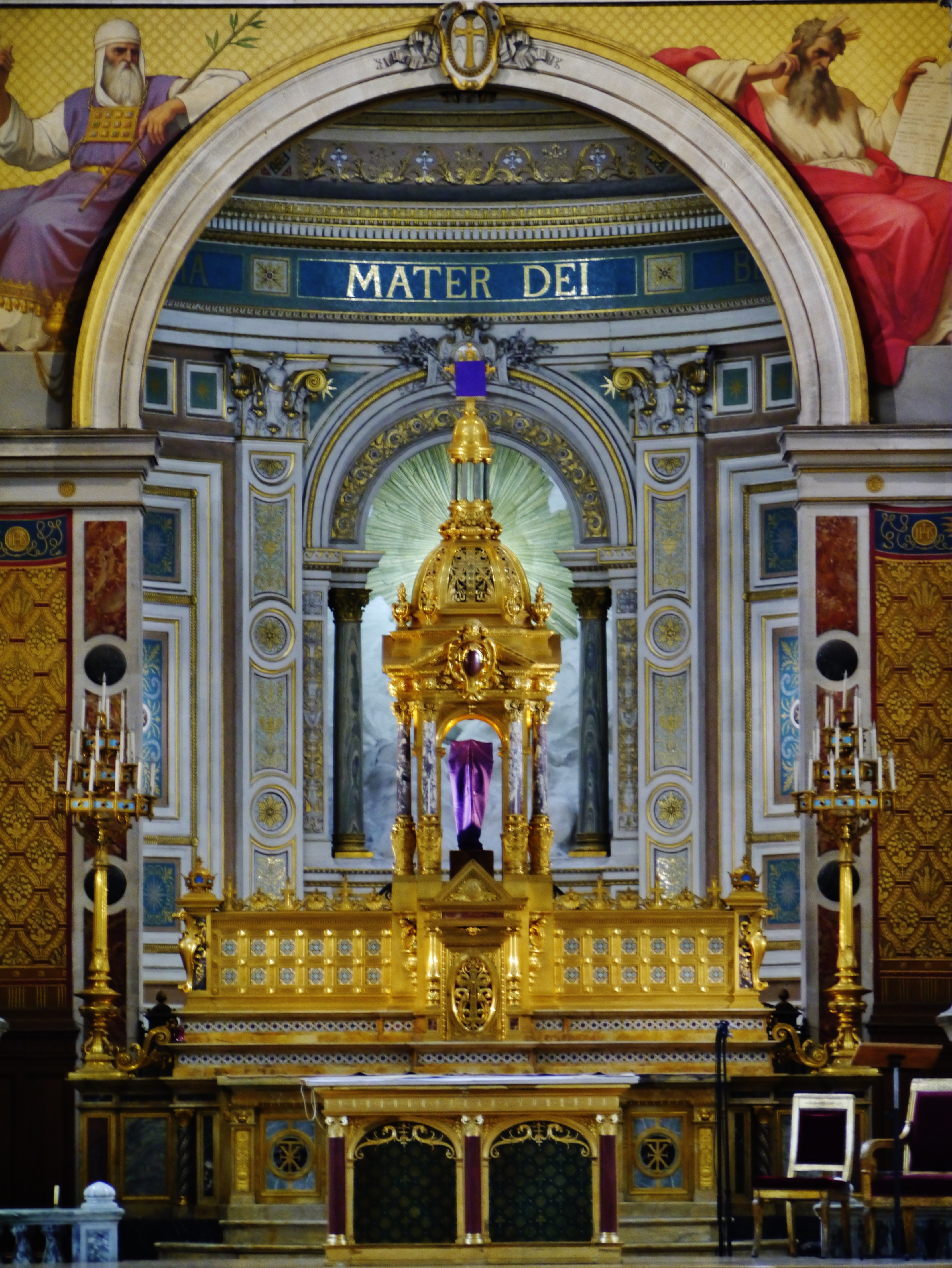
Maître-autel en bronze de Poussielgue-Rusand.
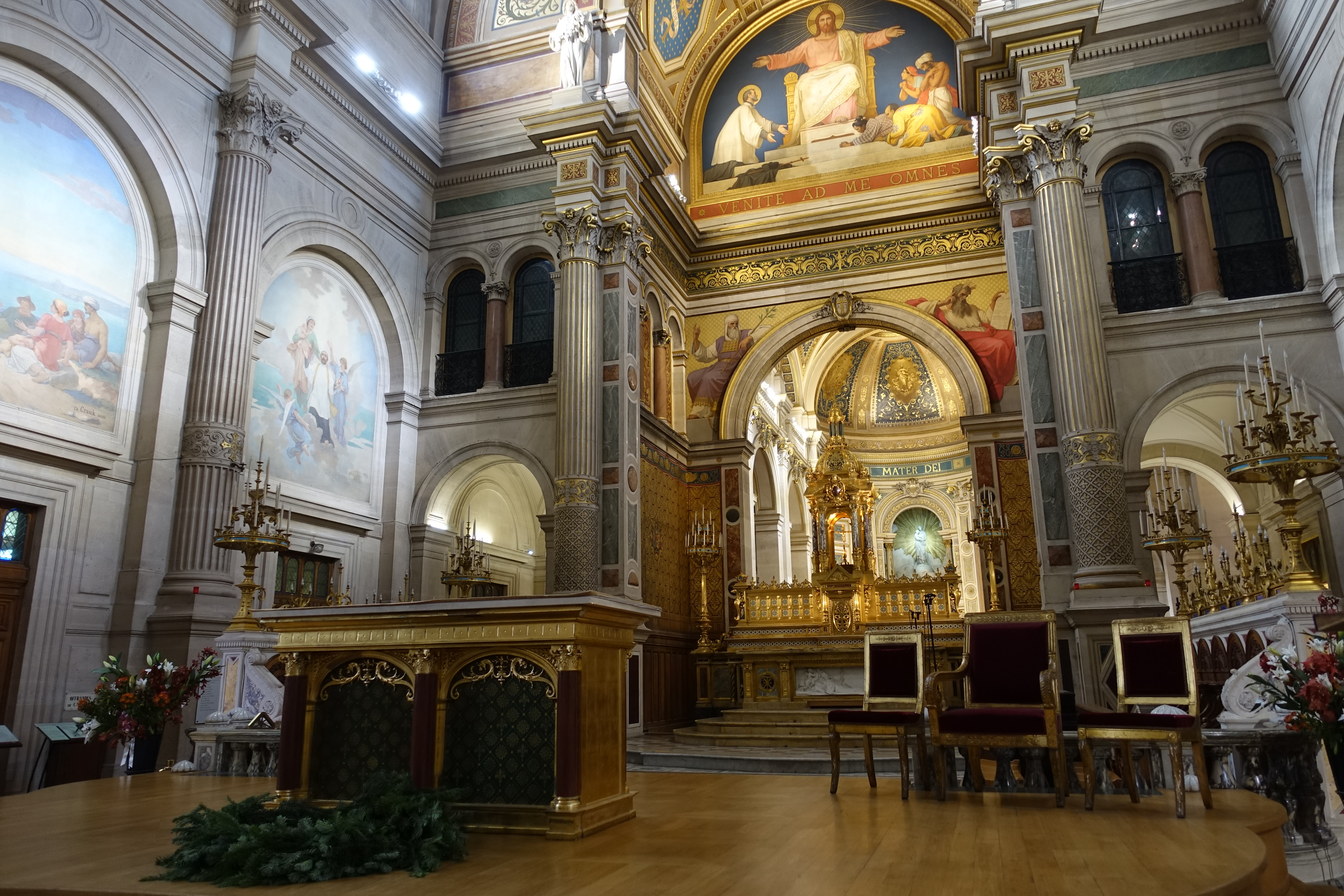
Chœur puis chapelle axiale de la Vierge.
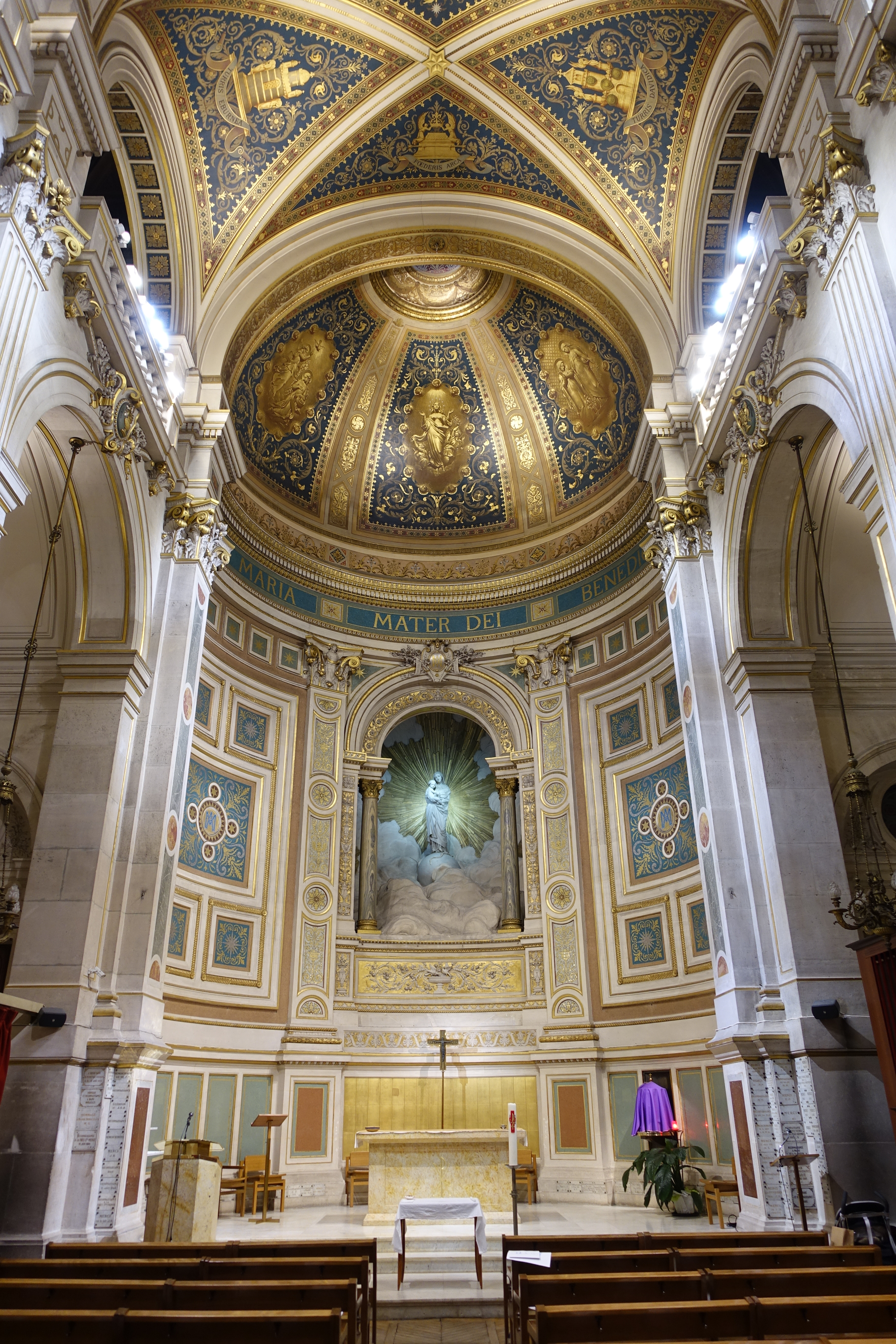
Chapelle de la Vierge.
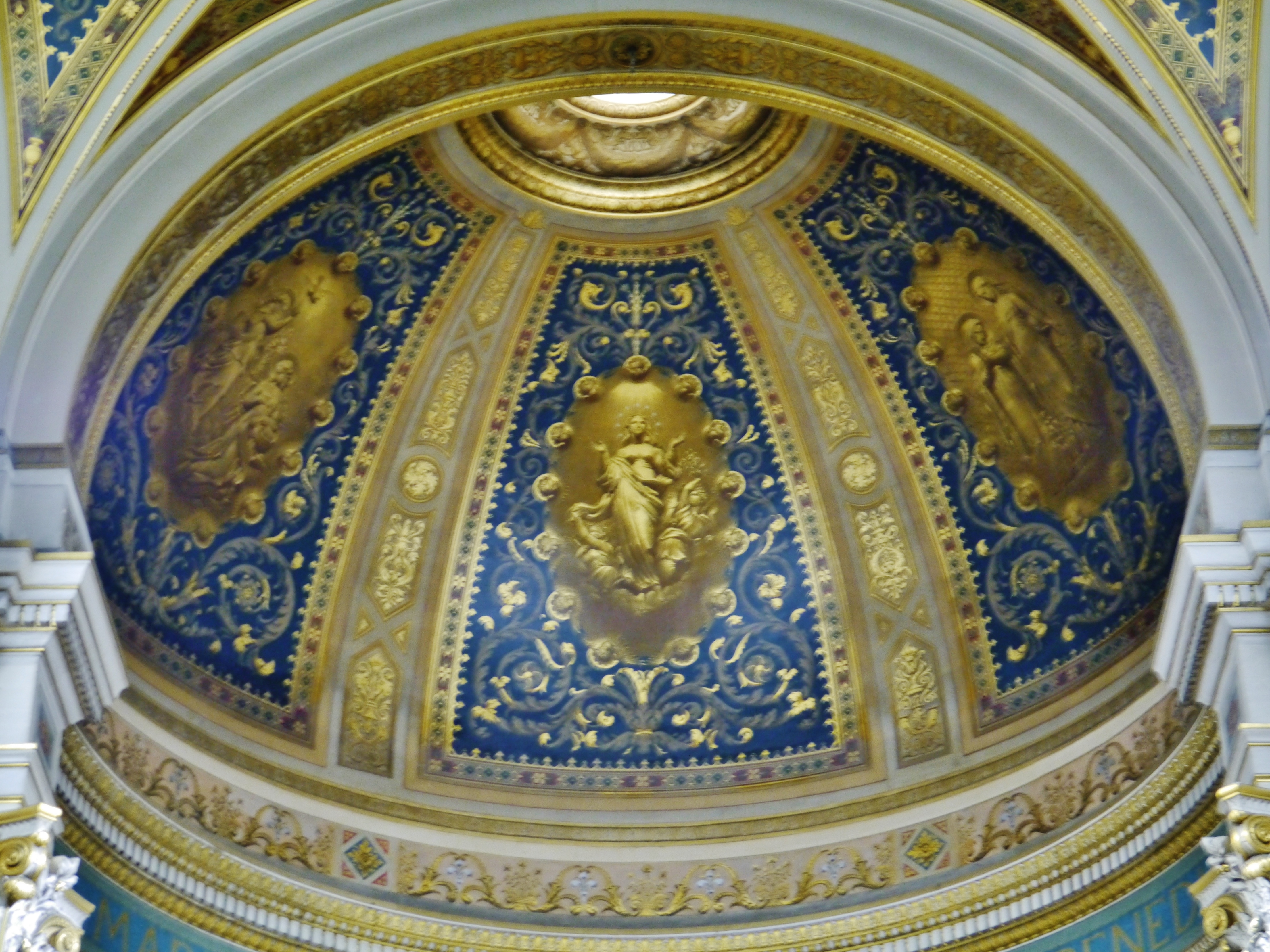
Peinture de la voûte de la chapelle de la Vierge par William Bouguereau.

## Le lieu de culte
L'église est le lieu de culte de la paroisse « Saint-François-Xavier-des-Missions-Étrangères » depuis 1842. Avant la construction de l'église, son lieu de culte était l'actuelle chapelle de l'Épiphanie des Missions étrangères de Paris située 128, rue du Bac.
L'équipe sacerdotale en 2018 est composée, outre de son curé, de trois vicaires, de trois jeunes prêtres en mission d'études, d'un aumônier, d'un prêtre rattaché, ainsi que de deux diacres permanents. Le conseil pastoral dirigé par le curé est composé de vingt membres, dont douze laïcs, cinq prêtres et deux diacres permanents. Le conseil économique paroissial, nommé après accord de l'archevêché, comprend sept membres dont six laïcs avec le délégué diocésain.

### Liste des curés
Treize curés se sont succédé jusqu'en 2016 :
- 1848-1889 : Jean-Louis Lazare Roquette
- 1889-1897 : Charles-Clément Rivié[Note 3]
- 1897-1916 : Charles Gréa
- 1917-1929 : Charles Pierret
- 1930-1958 : Mgr Georges Chevrot
- 1958-1958 : Mgr Henri Mazerat
- 1958-1973 : Jacques Degrelle
- 1973-1985 : Mgr Adolphe-Marie Hardy
- 1985-1989 : Mgr Jean Passicos
- 1989-1998 : Mgr Pierre Gervaise
- 1998-2003 : Mgr François Fleischmann
- 2003-2008[Note 4] : Mgr Alain Castet
- 2008-2016[Note 5] : Mgr Patrick Chauvet
- depuis le 1er septembre 2016 : Mgr Bruno Lefèvre-Pontalis[18]

## Pour approfondir